# Teen Wolf
Pour les articles homonymes, voir Teen Wolf (homonymie).
Série
Teen Wolf 2
(1987)
Pour plus de détails, voir Fiche technique et Distribution.
Teen Wolf est une comédie fantastique américaine réalisée par Rod Daniel et sortie en 1985. Le rôle principal y est tenu par Michael J. Fox.
Le film reçoit des critiques mitigées dans la presse à sa sortie mais est un succès au box-office. La franchise se décline rapidement avec la série d'animation Les P'tits Loups-garous (1986-1987). Une suite du film, Teen Wolf 2, sorti en 1987. Une série télévisée adaptée du film sera ensuite diffusée entre 2011 et 2017 sur MTV aux États-Unis.

## Synopsis
Âgé de 17 ans, Scott Howard vit dans une petite ville du Nebraska. Élève sans panache, il est membre de l'équipe nulle de basket-ball de son lycée. Scott a aussi tous les problèmes liés à son âge et un même peu plus. Amoureux de la vedette du lycée qui l'ignore, Pamela Wells, il ronge son frein mais comprend qu'il n'est pas tout à fait comme les autres. Au cours d'une dispute avec le play-boy en titre du lycée, Mick, il se transforme d'un coup en loup-garou surpuissant. D'abord effrayé comme tous ses condisciples, il finit par dominer ce pouvoir et en joue pour devenir une star, notamment en faisant gagner son équipe. Mais, se remettant en question, il comprend que son pouvoir de loup-garou n'est pas le plus important et veut qu'on l'apprécie pour lui-même et pas pour son pouvoir. Il va donc rester normal pour le plus important match de sa vie.

## Fiche technique
Sauf indication contraire, les informations mentionnées dans cette section peuvent être confirmées par la base de données cinématographiques IMDb,  présente dans la section « Liens externes ».
- Titre original et français : Teen Wolf
- Réalisation : Rod Daniel
- Scénario : Jeph Loeb et Matthew Weisman
- Musique : Miles Goodman
- Direction artistique : Rosemary Brandenburg
- Décors : Chester Kaczenski
- Costumes : Nancy G. Fox
- Photographie : Tim Suhrstedt (en)
- Montage : Lois Freeman-Fox
- Production : Mark Levinson et Scott M. Rosenfelt
- Société de production : Wolfkill
- Société de distribution : Atlantic Entertainment Group
- Pays d'origine :  États-Unis
- Langue originale : anglais
- Format : couleur — 1.85 : 1 — Mono
- Genre : Comédie, fantastique
- Durée : 91 minutes
- Dates de sortie :
  - États-Unis : 23 août 1985
  - France : 27 novembre 1985

## Distribution
- Michael J. Fox (VF : Luq Hamet) : Scott Howard
- Susan Ursitti (VF : Nathalie Regnier) : Lisa "Boof" Marconi
- Jerry Levine (VF : Vincent Ropion) : Rupert "Stiles" Stilinski
- Lorie Griffin (VF : Marie-Christine Darah) : Pamela Wells
- James Hampton (VF : Bernard Tiphaine) : Harold Howard
- Mark Arnold (VF : Marc François) : Mick McAllister
- Jay Tarses (VF : Jacques Richard) : le coach Bobby Finstock
- Jim McKrell (VF : Jacques Thébault) : le principal Rusty Thorne
- Scott Paulin : Kirk Lolley
- Matt Adler (VF : William Coryn) : Lewis
- Mark Holton (VF : Alain Flick) : Joufflu
- Doug Savant (VF : François Leccia) : Brad
- Harvey Vernon (VF : Jean Berger) : l'épicier
- Gregory Itzin (VF : Daniel Gall) : le prof d'anglais
- Doris Hess (VF : Régine Blaess) : le prof de sciences
- Troy Evans : le coach des Dragons

## Production
Teen Wolf est l'un des premiers scripts de Jeph Loeb. Il avait été engagé par le studio qui voulait faire un film  dans la lignée du récent succès Valley Girl (1983) et un film peu cher et rapide à produire. De plus, Michael J. Fox accepte le rôle, en raison d'une pause du tournage de la série Family Ties due à la grossesse de Meredith Baxter.
James Hampton avait initialement auditionné pour le rôle du coach Bobby Finstock, avant de finalement incarner Harold Howard.
Le tournage a lieu en novembre 1984 et se déroule à South Pasadena, Los Angeles et Montrose. Les prises de vue durent un mois.

## Musique
- Surfin' U.S.A. par The Beach Boys.

## Accueil
- Le film ne rencontra jamais le succès car un autre film avec Michael J. Fox sortit au cinéma la même année : Retour vers le Futur, dans lequel il interprète le héros. Le film de Robert Zemeckis devient numéro 1 au box office et fit donc de l'ombre à Teen Wolf. Toutefois, ce dernier laissera une empreinte : celle du T-Shirt que Scott porte souvent dans le film.
- La Twentieth Century Fox, voyant que le film produit par Steven Spielberg allait être un succès, fit en sorte que Teen Wolf sorte avant Retour vers le Futur, pour que le public se rappelle que c'est ce film qui a fait de Fox un acteur à succès.